# Chytranthus carneus
Chytranthus carneus är en kinesträdsväxtart som beskrevs av Ludwig Radlkofer. Chytranthus carneus ingår i släktet Chytranthus och familjen kinesträdsväxter. Inga underarter finns listade i Catalogue of Life.